# 세라 윌트셔
세라 프랜시스 윌트셔(영어: Sarah Francis Wiltshire, 1991년 7월 7일 ~ )는 웨일스의 여자 축구 선수이다. 포지션은 공격수이며, 현재 잉글랜드 FA 여자 챔피언십의 토트넘 홋스퍼 LFC 소속으로 뛰고 있다.

## 클럽 경력
아스널 소속으로 뛰고 있던 2007년 4월에 열린 리즈 유나이티드와의 경기에 처음 출전했다. 2008년부터 2014년까지 왓퍼드 소속으로 활약했고 2014년 7월에는 요빌 타운으로 이적했다. 2015년 1월에는 맨체스터 시티로 이적했지만 1경기 출전에 그쳤고 2015년 6월에 요빌 타운으로 복귀했다.
2016년 7월에는 임신으로 인해 일시적으로 축구 선수 생활을 중단한다는 사실을 발표했고 2017년 4월에 요빌 타운으로 복귀했다. 2017년 7월에 토트넘 홋스퍼로 이적했다.

## 국가대표 경력
2007년부터 2008년까지 연령별 잉글랜드 여자 축구 국가대표팀에서 뛰었고, 2012년부터 웨일스 여자 축구 국가대표팀 선수로 뛰고 있다.